# Ecuador a 2008. évi nyári olimpiai játékokon
Ecuador a kínai Pekingben megrendezett 2008. évi nyári olimpiai játékok egyik részt vevő nemzete volt. Az országot az olimpián 9 sportágban 25 sportoló képviselte, akik összesen 1 érmet szereztek.

## Érmesek
| Érem  | Versenyző       | Sportág  | Versenyszám           |
| ----- | --------------- | -------- | --------------------- |
| Ezüst | Jefferson Pérez | Atlétika | Férfi 20 km gyaloglás |

## Atlétika
Férfi
| Versenyző         | Versenyszám     | Előfutam      | Előfutam      | Előfutam      | Negyeddöntő | Negyeddöntő | Negyeddöntő | Elődöntő | Elődöntő | Elődöntő | Döntő   | Döntő    |
| Versenyző         | Versenyszám     | Idő           | Hely.         | Össz.         | Idő         | Hely.       | Össz.       | Idő      | Hely.    | Össz.    | Idő     | Helyezés |
| ----------------- | --------------- | ------------- | ------------- | ------------- | ----------- | ----------- | ----------- | -------- | -------- | -------- | ------- | -------- |
| Franklin Nazareno | 100 m           | 10,60         | 5.            | 52.*          | kiesett     | kiesett     | kiesett     | kiesett  | kiesett  | kiesett  | kiesett | kiesett  |
| Franklin Nazareno | 200 m           | 21,26         | 8.            | 49.           | kiesett     | kiesett     | kiesett     | kiesett  | kiesett  | kiesett  | kiesett | kiesett  |
| Byron Piedra      | 800 m           | nem indult el | nem indult el | nem indult el |             |             |             | kiesett  | kiesett  | kiesett  | kiesett | kiesett  |
| Byron Piedra      | 1500 m          | 3:45,57       | 12.           | 41.           |             |             |             | kiesett  | kiesett  | kiesett  | kiesett | kiesett  |
| Franklin Tenorio  | Maraton         |               |               |               |             |             |             |          |          |          | 2:29:05 | 65.      |
| Andrés Chocho     | 20 km gyaloglás |               |               |               |             |             |             |          |          |          | 1:27:09 | 38.      |
| Jefferson Pérez   | 20 km gyaloglás |               |               |               |             |             |             |          |          |          | 1:19:15 |          |
| Rolando Saquipay  | 20 km gyaloglás |               |               |               |             |             |             |          |          |          | 1:22:32 | 20.      |
| Xavier Moreno     | 50 km gyaloglás |               |               |               |             |             |             |          |          |          | 4:07:04 | 36.      |
| Fausto Quinde     | 50 km gyaloglás |               |               |               |             |             |             |          |          |          | 3:59:28 | 25.      |

| Versenyző  | Versenyszám | Selejtező | Selejtező | Döntő    | Döntő    |
| Versenyző  | Versenyszám | Eredmény  | Helyezés  | Eredmény | Helyezés |
| ---------- | ----------- | --------- | --------- | -------- | -------- |
| Hugo Chila | Távolugrás  | 777 cm    | 24.**     | kiesett  | kiesett  |

Női
| Versenyző       | Versenyszám     | Eredmény | Helyezés |
| --------------- | --------------- | -------- | -------- |
| Sandra Ruales   | Maraton         | 2:35:53  | 43.      |
| Johanna Ordóñez | 20 km gyaloglás | 1:36:26  | 35.      |

* - egy másik versenyzővel azonos időt ért el

** - egy másik versenyzővel azonos eredményt ért el

## Cselgáncs
Férfi
| Versenyző      | Versenyszám | Selejtező         | 32-es főtábla                      | Nyolcaddöntő      | Negyeddöntő       | Elődöntő          | Vigaszág első kör | Vigaszág negyeddöntő | Vigaszág elődöntő | Bronz- mérkőzés   | Döntő             | Helyezés |
| Versenyző      | Versenyszám | Ellenfél Eredmény | Ellenfél Eredmény                  | Ellenfél Eredmény | Ellenfél Eredmény | Ellenfél Eredmény | Ellenfél Eredmény | Ellenfél Eredmény    | Ellenfél Eredmény | Ellenfél Eredmény | Ellenfél Eredmény | Helyezés |
| -------------- | ----------- | ----------------- | ---------------------------------- | ----------------- | ----------------- | ----------------- | ----------------- | -------------------- | ----------------- | ----------------- | ----------------- | -------- |
| Roberto Ibáñez | Harmatsúly  |                   | Sasha Mehmedovic (CAN) · 0001-0011 | kiesett           | kiesett           | kiesett           |                   |                      |                   |                   |                   | 21.      |

Női
| Versenyző      | Versenyszám | Selejtező                         | Nyolcaddöntő      | Negyeddöntő       | Elődöntő          | Vigaszág első kör                    | Vigaszág negyeddöntő | Vigaszág elődöntő | Bronz- mérkőzés   | Döntő             | Helyezés |
| Versenyző      | Versenyszám | Ellenfél Eredmény                 | Ellenfél Eredmény | Ellenfél Eredmény | Ellenfél Eredmény | Ellenfél Eredmény                    | Ellenfél Eredmény    | Ellenfél Eredmény | Ellenfél Eredmény | Ellenfél Eredmény | Helyezés |
| -------------- | ----------- | --------------------------------- | ----------------- | ----------------- | ----------------- | ------------------------------------ | -------------------- | ----------------- | ----------------- | ----------------- | -------- |
| Glenda Miranda | Légsúly     | Yanet Bermoy (CUB) · 0000-1010    |                   |                   |                   | Ljudmila Bogdanova (RUS) · 0000-1000 | kiesett              | kiesett           | kiesett           |                   | 13.      |
| Carmen Chalá   | Nehézsúly   | Nihel Sejh Rúhu (TUN) · 0000-1000 | kiesett           | kiesett           | kiesett           |                                      |                      |                   |                   |                   | 18.      |

## Kerékpározás

### BMX
| Versenyző    | Versenyszám | Selejtező | Selejtező | Negyeddöntő | Negyeddöntő | Elődöntő | Elődöntő | Döntő   | Döntő    |
| Versenyző    | Versenyszám | Idő       | Helyezés  | Pont        | Helyezés    | Pont     | Helyezés | Pont    | Helyezés |
| ------------ | ----------- | --------- | --------- | ----------- | ----------- | -------- | -------- | ------- | -------- |
| Emilio Falla | Férfi       | 36,993    | 25.       | 17          | 6.          | kiesett  | kiesett  | kiesett | kiesett  |

## Ökölvívás
| Versenyző      | Versenyszám | Selejtező                    | Nyolcaddöntő                | Negyeddöntő                   | Elődöntő          | Döntő             | Helyezés |
| Versenyző      | Versenyszám | Ellenfél Eredmény            | Ellenfél Eredmény           | Ellenfél Eredmény             | Ellenfél Eredmény | Ellenfél Eredmény | Helyezés |
| -------------- | ----------- | ---------------------------- | --------------------------- | ----------------------------- | ----------------- | ----------------- | -------- |
| José Luis Meza | Papírsúly   |                              | Paddy Barnes (IRL) · 8-14   | kiesett                       | kiesett           | kiesett           | 9.       |
| Luis Porozo    | Pehelysúly  | Roberto Navarro (DOM) · +3-3 | Li Jang (CHN) · 5-6         | kiesett                       | kiesett           | kiesett           | 9.       |
| Carlos Góngora | Középsúly   | Konstantin Buga (GER) · 14-7 | Jórgosz Gazísz (GRE) · 12-1 | Vidzsender Szingh (IND) · 4-9 | kiesett           | kiesett           | 5.       |

## Sportlövészet
Női
| Versenyző   | Versenyszám   | Selejtező | Selejtező | Döntő   | Döntő    |
| Versenyző   | Versenyszám   | Pont      | Helyezés  | Pont    | Helyezés |
| ----------- | ------------- | --------- | --------- | ------- | -------- |
| Carmen Malo | Sportpisztoly | 559       | 40.       | kiesett | kiesett  |

## Súlyemelés
Férfi
| Versenyző        | Versenyszám | Szakítás | Szakítás | Lökés                    | Lökés                    | Összesen | Helyezés |
| Versenyző        | Versenyszám | Eredmény | Helyezés | Eredmény                 | Helyezés                 | Összesen | Helyezés |
| ---------------- | ----------- | -------- | -------- | ------------------------ | ------------------------ | -------- | -------- |
| Eduardo Guadamud | 94 kg       | 165,0    | 15.      | érvényes kísérlet nélkül | érvényes kísérlet nélkül | kiesett  | kiesett  |

Női
| Versenyző         | Versenyszám | Szakítás | Szakítás | Lökés    | Lökés    | Összesen | Helyezés |
| Versenyző         | Versenyszám | Eredmény | Helyezés | Eredmény | Helyezés | Összesen | Helyezés |
| ----------------- | ----------- | -------- | -------- | -------- | -------- | -------- | -------- |
| Alexandra Escobar | 58 kg       | 99,0     | 2.       | 124,0    | 5.       | 223,0    | 5.       |

## Taekwondo
Női
| Versenyző      | Versenyszám | Nyolcaddöntő              | Negyeddöntő       | Elődöntő          | Vigaszág elődöntő | Bronz- mérkőzés   | Döntő             | Helyezés |
| Versenyző      | Versenyszám | Ellenfél Eredmény         | Ellenfél Eredmény | Ellenfél Eredmény | Ellenfél Eredmény | Ellenfél Eredmény | Ellenfél Eredmény | Helyezés |
| -------------- | ----------- | ------------------------- | ----------------- | ----------------- | ----------------- | ----------------- | ----------------- | -------- |
| Lorena Benites | Nehézsúly   | Carmen Marton (AUS) · 0-2 | kiesett           | kiesett           |                   |                   |                   | 11.      |

## Tenisz
Férfi
| Versenyző        | Versenyszám | 64-es főtábla                       | 32-es főtábla     | Nyolcaddöntő      | Negyeddöntő       | Elődöntő          | Bronz- mérkőzés   | Döntő             | Helyezés |
| Versenyző        | Versenyszám | Ellenfél Eredmény                   | Ellenfél Eredmény | Ellenfél Eredmény | Ellenfél Eredmény | Ellenfél Eredmény | Ellenfél Eredmény | Ellenfél Eredmény | Helyezés |
| ---------------- | ----------- | ----------------------------------- | ----------------- | ----------------- | ----------------- | ----------------- | ----------------- | ----------------- | -------- |
| Nicolás Lapentti | Egyes       | Paul-Henri Mathieu (FRA) · 6-7, 2-6 | kiesett           | kiesett           | kiesett           | kiesett           | kiesett           | kiesett           | 33.      |

## Úszás
Férfi
| Versenyző     | Versenyszám    | Előfutam | Előfutam | Előfutam | Elődöntő | Elődöntő | Elődöntő | Döntő   | Döntő    |
| Versenyző     | Versenyszám    | Idő      | Hely.    | Össz.    | Idő      | Hely.    | Össz.    | Idő     | Helyezés |
| ------------- | -------------- | -------- | -------- | -------- | -------- | -------- | -------- | ------- | -------- |
| Marco Camargo | 100 m pillangó | 57,48    | 3.       | 65.      | kiesett  | kiesett  | kiesett  | kiesett | kiesett  |

Női
| Versenyző        | Versenyszám | Előfutam | Előfutam | Előfutam | Elődöntő | Elődöntő | Elődöntő | Döntő   | Döntő    |
| Versenyző        | Versenyszám | Idő      | Hely.    | Össz.    | Idő      | Hely.    | Össz.    | Idő     | Helyezés |
| ---------------- | ----------- | -------- | -------- | -------- | -------- | -------- | -------- | ------- | -------- |
| Yamilé Bahamonde | 50 m gyors  | 26,54    | 3.       | 44.*     | kiesett  | kiesett  | kiesett  | kiesett | kiesett  |

* - egy másik versenyzővel azonos időt ért el